# 중과피

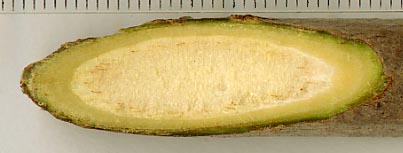
딱총나무속의 단면

중과피 또는 속은 관다발 식물 줄기의 조직 (생물학)이다. 속은 부드럽고 해면질 같은 실질 세포로 구성되어 있으며 어떤 경우에는 전분을 저장할 수 있다. 진자엽에서는 속이 줄기 중앙에 위치한다. 단자엽에서는 뿌리로만 확장된다. 속은 목질부의 고리로 둘러싸여 있다. 목질부는 체관부 고리로 둘러싸여 있다.
새로 자라는 중과피의 색깔은 일반적으로 흰색이거나 옅지만, 조직이 노화됨에 따라 일반적으로 더 진한 갈색으로 어두워진다. 나무의 속은 일반적으로 어린 성장에 존재하지만, 줄기와 오래된 가지에서는 속이 목질부로 대체되는 경우가 많다. 일부 식물에서는 줄기 중앙의 중과피가 마르고 분해되어 속이 빈 줄기가 될 수 있다. 호두와 같은 몇몇 식물은 수많은 짧은 구멍이 있는 독특한 챔버형 속을 가지고 있다. 중과피의 주변 부분에 있는 세포는 일부 식물에서 고의 나머지 부분에 있는 세포와 다르게 발달할 수 있다.
중과피의 영단어 pith는 감귤류(예: 오렌지) 및 기타 헤스페리디아의 껍질의 창백하고 해면질 같은 내부 층을 가리키는 데에도 사용되며, 더 적절하게는 중과피 또는 알베도라고 한다. 이 단어는 물질을 의미하는 고대 영어 단어 piþa에서 유래되었으며, 이는 과일의 속을 의미하는 중세 네덜란드어 pitte(현대 네덜란드어 pit)와 유사하다.